# Поркпай

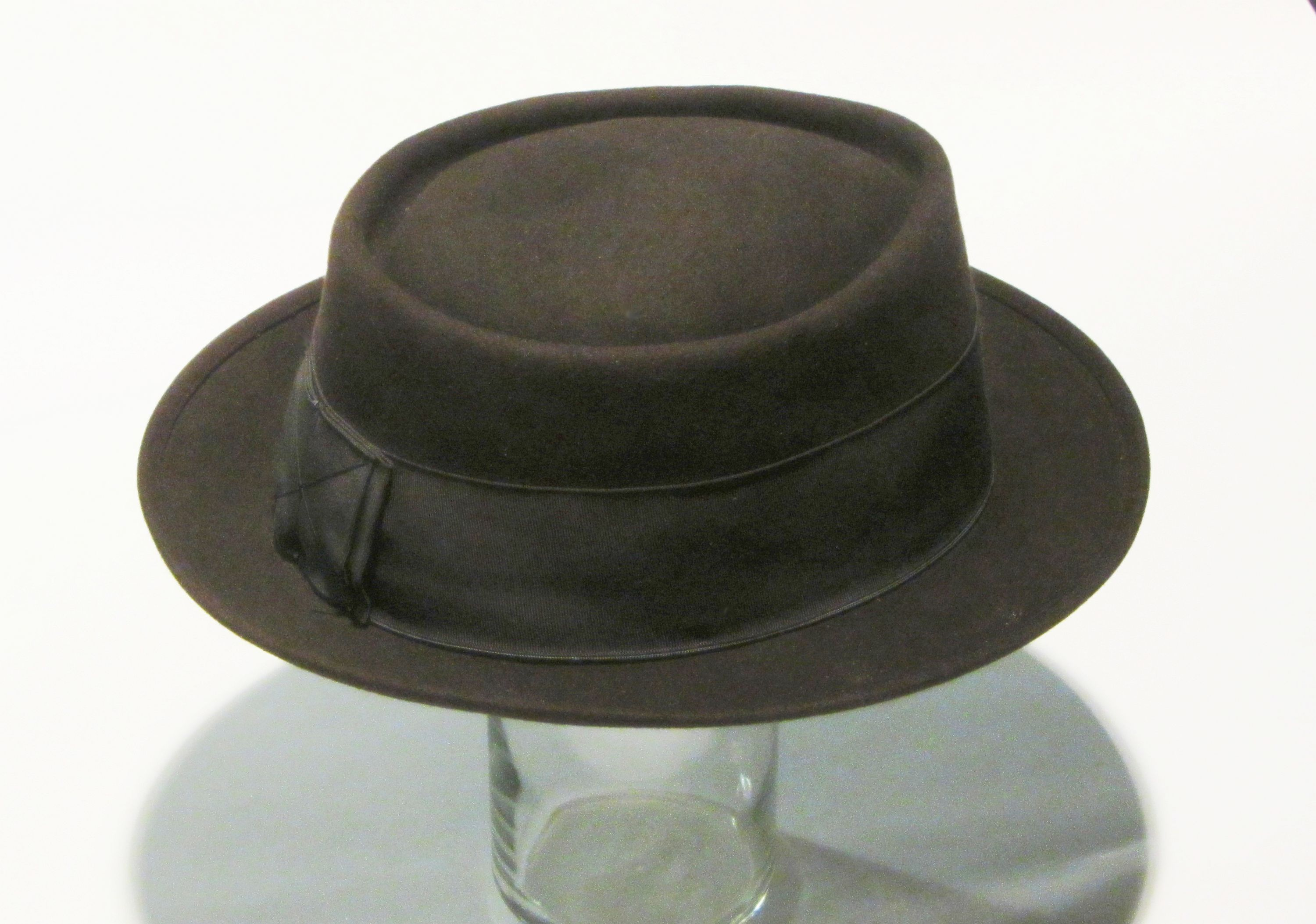
Класичний поркпай 1940-х років

Поркпа́й або свинячий пиріг (англ. pork pie hat) — назва трьох різних видів капелюхів, які носили з середини XIX ст. Їх було так названо за схожість із формою національної англійської страви — свинячого пирога.

## XIXстоліття
Поркпай здобув популярність серед чоловіків і жінок у середині XIX ст., хоча капелюхи схожого фасону в Європі носили зі Середньовіччя. Жіночі поркпаї 1830-60-х років були маленькими, з вузькими плісованими крисами, низьким або злегка опуклим наголовком, зі складкою по його верхньому краю, зазвичай зі стрічкою в місці з'єднання наголовка і крисів.

## 1920—1940

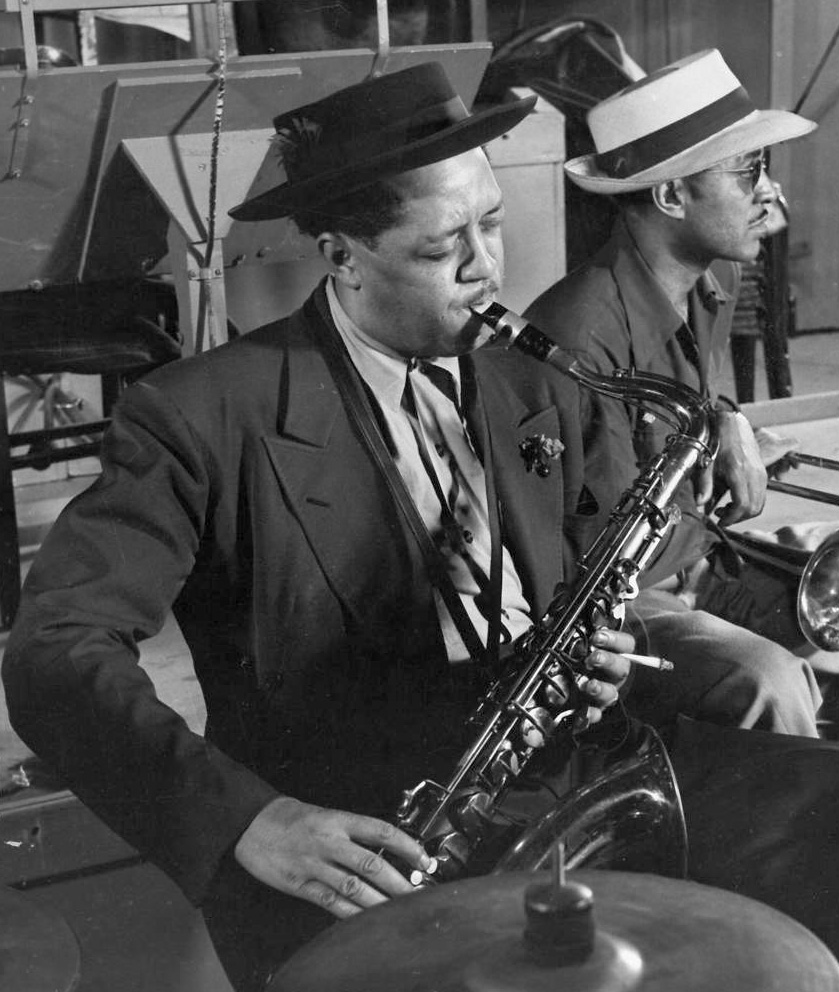
Саксофоніст Лестер Янг у поркпаю, 1944 рік.

Поркпай став повертатися до моди в Британії на початку XX ст. Актор німого кіно Бастер Кітон хотів створити фірмений капелюх, вважаючи канотьє свого головного суперника Гарольда Ллойда надто хлипким для свого комедійного стилю. Він добився цього просочуванням крисів федори цукровим сиропом з наступним висушуванням, що зробило їх цупкими. Кітон стверджував, що разом зі знищеними під час зйомок (зокрема, у водних сценах, коли псувався фетр), яких налічувалося по півдюжини на фільм, разом зі зірваними з голови поклонниками і позиченими білетеркам у кінотеатрах (і які вони не повернули), він створив за життя понад тисячу капелюхів.
Розквіт поркпая припав на період Великої депресії, змінивши канотьє, мода на яке досягла піку у «Ревучі двадцяті». У новому варіанті поркпай отримав ляскаючі криси й злегка збільшився у висоту. Його опуклий наголовок став відомим серед капелюшників під назвою «телескопічного» або «вузького телескопа»: при надяганні капелюха на голову його маківка могла злегка припідніматися. В одній газетній вирізці середини 1930-х стверджується, що «справжній поркпай не можна як слід носити інакше, як висутим» (telescoped). Та ж вирізка називає цей капелюх «двонаголовковим» (the bi crowned). Серед відомих власників капелюха тієї епохи — Френк Ллойд Райт, поркпай якого мав дуже широкі криси й досить високий наголовок, та Лестер Янг, що носив цей капелюх (теж із широкими крисами, але з низьким складчастим наголовком) під час виступів. Після смерті останнього композитор Чарльз Мінгус створив у його пам'ять музичну елегію Goodbye Pork Pie Hat.
В афро-американській культурі 1940-х поркпай — кричущий, оздоблений пір'ям, дібраний за кольором — став пов'язуватися з костюмом стилю «зут». У 1944 р. капелюх був поширений навіть у Новій Гвінеї.

## Після 1950-х
По закінченні Другої світової війни популярність поркпая дещо впала, хоча завдяки зв'язку із «зутом» він продовжував асоціюватися з афро-американською музичною культурою, зокрема з джазом, блюзом і ска. У 1951—1955 рр. Арт Карні носив цей капелюх у ситкомі «Новоженці» (The Honeymooners) для увиразнення образу свого героя Еда Нортона. Пуерто-риканський актор Хоакін Монсеррат (відомий як «Пачеко»), що був ведучим на багатьох дитячих передачах 1950-х років, також носив солом'яний поркпай і краватку-метелик.
У 1960-х субкультура руд-боїв на Ямайці популяризувала поркпай і принесла його назад в Британію як елемент свого стилю.
Невеликого відродження поркпай зазнав завдяки персонажу Джина Гекмена Джиммі «Попаю» Дойлу, що носив його у фільмі «Французький зв'язковий» 1971 року. Образ Дойла засновувався на особистості реального поліцейського Едді Ігана (сам він зіграв у фільмі капітана Волта Сімонсона) і його пригодах. Іган все життя носив поркпай. Приблизно в той же час (1973) персонаж Роберта де Ніро носив цей капелюх у фільмі «Злі вулиці» (у ньому актор був і на кінопробах).
Часто носить поркпай панамський музикант Рубен Блейдс. Сьогодні носіння поркпаїв пов'язується зі стилями 1930-х і 1940-х років. Письменник Гленн О'Браєн з цього приводу писав:
|  | Поркпай — ознака рішучого хіпстера, стиляги, якого ви можете побачити в джаз-клубі чи більярдній, ймовірно в шкіряній куртці і гостроносих туфлях. Тип капелюха Тома Вейтса і Джонні Тандерса. У нього вужчі криси, ніж у федори, й плоский верх з круговою виїмкою. Криси звичайно потріпані. Часто поєднується з цапиною бородою або бородою острівцем, та/або зубочисткою. |

Поркпай носить Волтер Вайт, персонаж Браяна Кренстона з телесеріалу «Пуститися берега»: коли він з'являється під видом «Гейзенберга». Компанія Sony Pictures Television принесла «Гейзенбергів капелюх» у дар Смітсонівському інституту.